# Scoppito
Scoppito (Scuppìtu in dialetto sabino) è un comune italiano di 3 827 abitanti della provincia dell'Aquila in Abruzzo. Fa parte della comunità montana Amiternina.

## Geografia fisica

### Territorio
È un comune dell'entroterra appenninico abruzzese il cui territorio comunale si sviluppa nella parte più occidentale della conca aquilana a circa 13 km dal capoluogo, sovrastato dal gruppo montuoso di Monte Calvo (1.898 metri s.l.m.), confinando per un terzo con il Lazio e per la restante parte con i comuni limitrofi dell'Aquila (Sassa e Preturo) e di Tornimparte.
Il territorio, che vanta una posizione strategica data la vicinanza alla città dell'Aquila, è costituito da 13 frazioni, quasi tutte di piccola dimensione dal punto di vista demografico, ad eccezione del centro abitato di Scoppito che rappresenta il nucleo principale di maggiore interesse dell'intera area. Il territorio pedemontano, abbastanza agevole (altitudine minima 670 m s.l.m.), ha permesso l'insediamento di numerose piccole e medie imprese e aziende nei pressi della statale 17, fino alla multinazionale Sanofi appartenente al polo farmaceutico della Conca Aquilana.
Tra le frazioni di Civitatomassa e Madonna della Strada, durante lo sbancamento di un piccolo rilievo argilloso, è stato rinvenuto, il 25 marzo 1954, il celebre scheletro fossile di un Mammuthus meridionalis poi esposto nei locali del Museo Nazionale d'Abruzzo, nel bastione orientale del Castello dell'Aquila.

### Clima
Il clima del territorio è tipicamente continentale con forti escursioni termiche giornaliere e annuali. L'inverno è freddo e a volte non manca la neve anche nel fondovalle. L'autunno è la stagione più piovosa seguita dalla primavera. L'estate è normalmente calda e secca.

## Storia

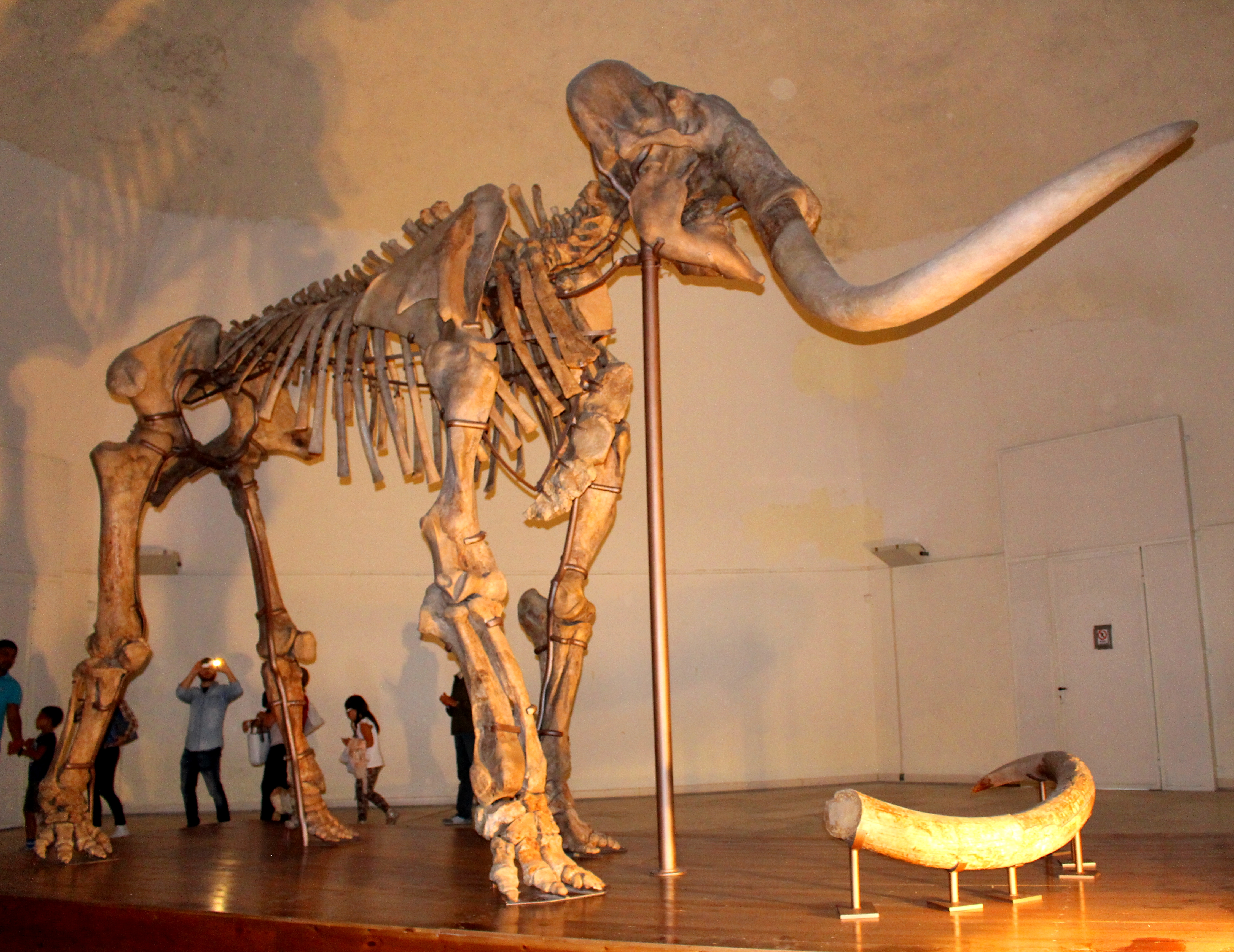
Mammuth rinvenuto nella campagna di Scoppito nel 1956 ed ora esposto nel Museo Nazionale d'Abruzzo

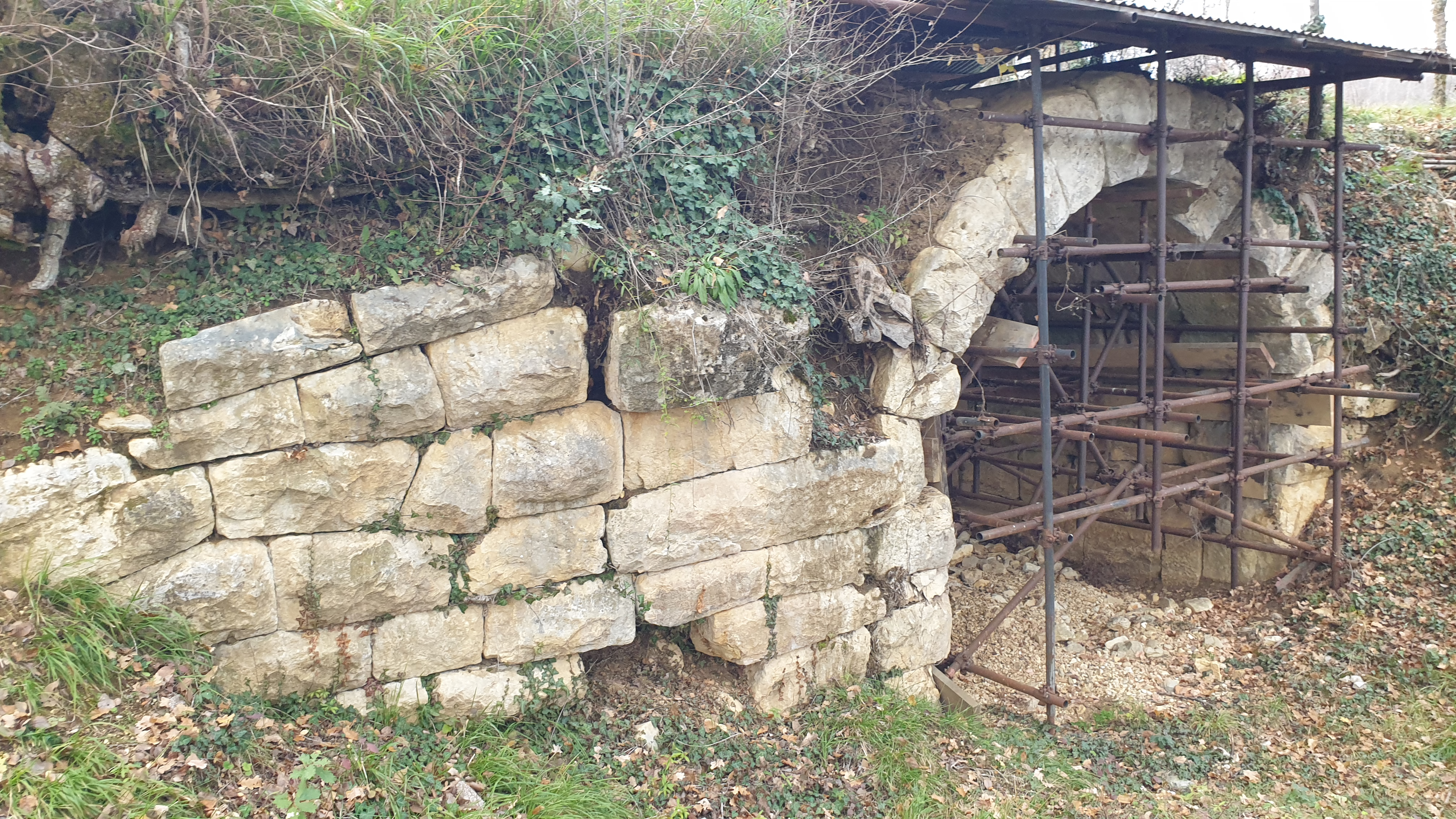
Ponte nascosto

Fu fondata dai Sabini, presso l'attuale contrada Vigliano, dove sono state fatte scoperte archeologiche. Successivamente una parte del popolo si trasferì ad Amiternum. In epoca romana il villaggio si trasferì nella vicina Foruli, oggi contrada Civitatomassa. In età medievale il borgo fu costruito ex novo, con mura di fortificazione. Venne eretta anche un'abbazia dedicata a San Bartolomeo (località Casale). Fu scosso dai terremoti del 1461 e del 1703. Nel 1956 è stata rinvenuta nella campagna del Comune il famoso reperto archeologico del fossile del mammuth aquilano, esposto nel Museo Nazionale d'Abruzzo.

### Stemma civico
L'identità municipale rappresentata dal proprio stemma, è il frutto della volontà di organizzare e valorizzare gli aspetti di comunicazione al fine di offrire il simbolo ai locali cittadini. L'emblema è costituito da uno scudo a campo blu, con due fasce verticali alternate con tre spighe di grano, di oro, cimato da una corona di torre merlata, così come era contenuto negli Statuti. I colori usati rappresentano il territorio del Comune, l'oro la prosperità del grano, il blu la limpidezza del cielo.

### Il terremoto del 2009
Il nuovo terremoto del 2009 ha lesionato diverse abitazioni, nonché diverse case pastorali abbandonate, benché l'area fosse sottoposta a un controllo generale, con la costruzione di alcune case nuove, con la legge di Silvio Berlusconi, presso contrada San Bartolomeo. Gli sfollati sono stati accolti nei moduli abitativi provvisori (MAP), ma le opere di ricostruzione, a distanza di 8 anni, non sono ancora completate. Il centro è uno dei più grandi della zona, essendo stato praticamente costruito un nuovo borgo nuovo più a valle, sotto il paese vecchio, ed è facilmente collegato alla contrada aquilana di Preturo, dove è presente anche l'Aeroporto dei Parchi.

## Monumenti e luoghi d'interesse

### Architetture religiose

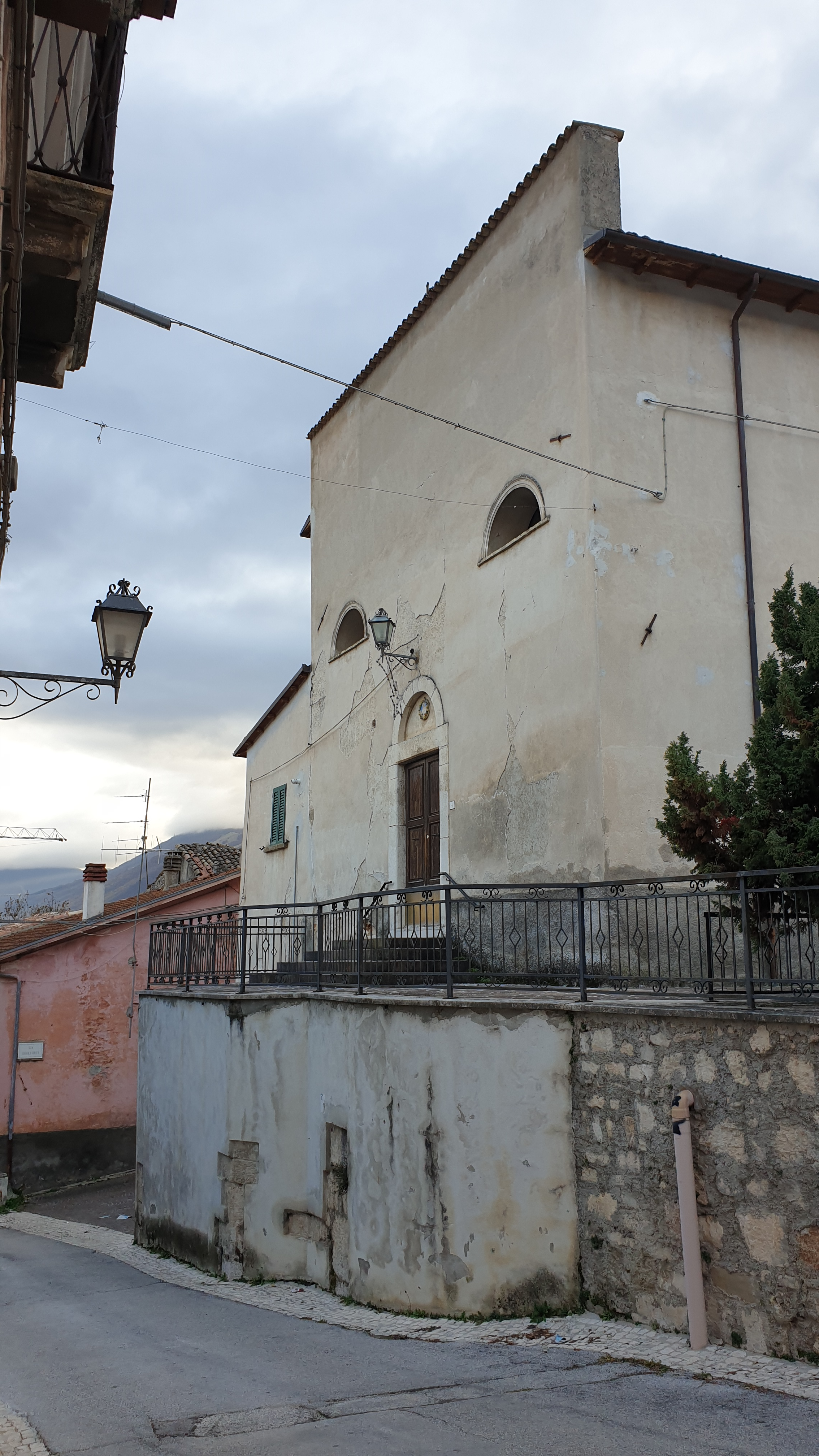
Chiesa di San Giacomo Apostolo

- Chiesa di San Giacomo apostolo: chiesa del XIV secolo, la parrocchiale del paese, situata lungo via Amiternum, costruita in pietra con intonaco rinascimentale, con evidenti rifacimenti nella metà del XVIII secolo. Ha pianta rettangolare a navata unica, con campanile a torre, ma terminante a vela. Ha portale cinquecentesco.

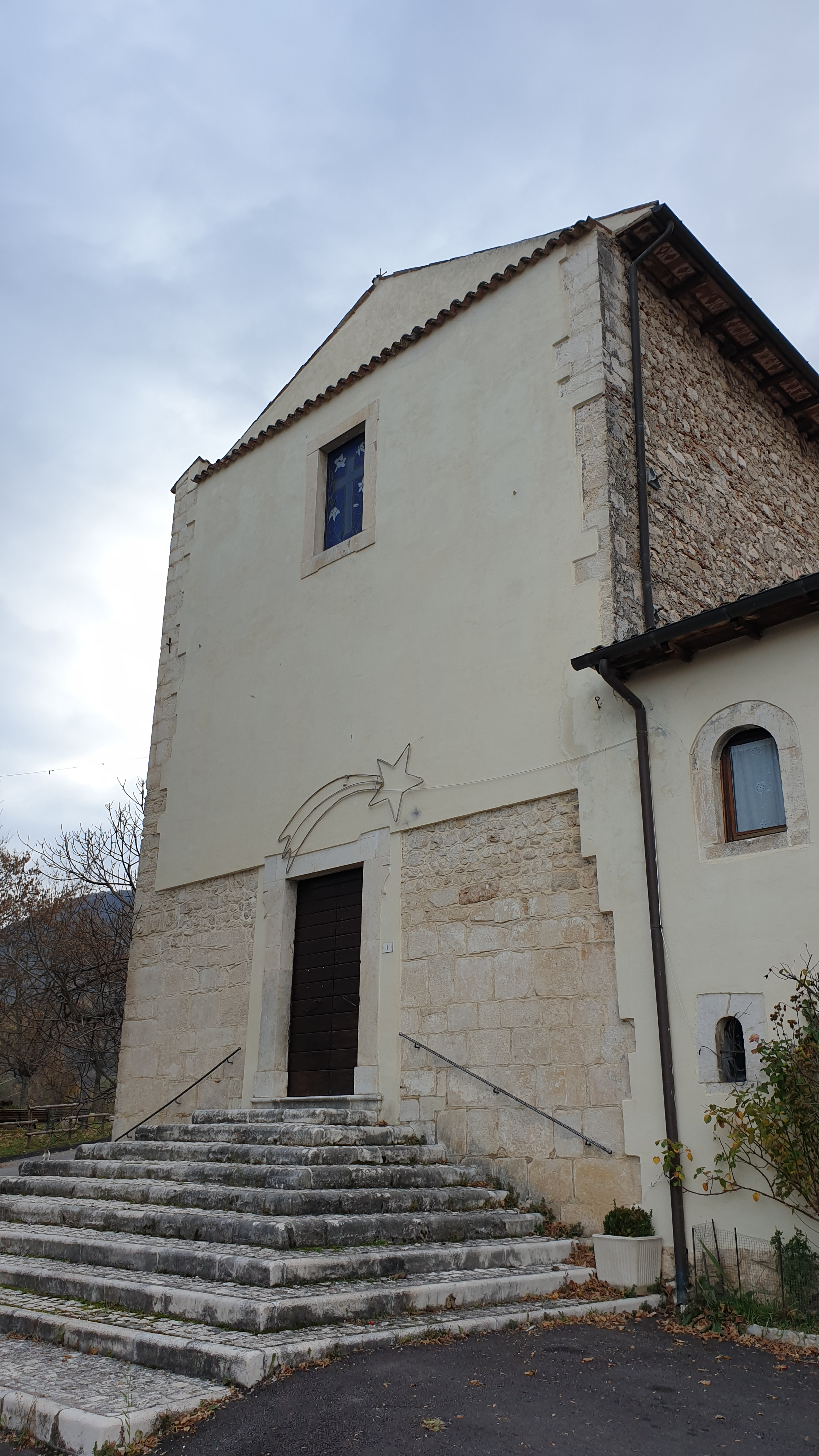
Chiesa di San Bartolomeo Apostolo

- Chiesa - Sussidiaria della Madonna della neve o chiesa delle Forcellette, situata alla piazza centrale dell'omonimo paese. Inagibile dal terremoto del 2009. Presenta una forma a rombo esterna e rettangolare all'interno. Presenta un altare e una statua rappresentante la Madonna della Neve.
- Abbazia di San Bartolomeo Apostolo: si trova fuori dal centro, nella contrada Casale. Fu costruita nel XIII secolo, e nel XV risultava già una chiesa di campagna. Si distingue bene dalle altre chiese per la struttura imponente e fortificata, con i bastioni laterali. Ha pianta rettangolare irregolare a tre navate, con rivestimento esterno in pietra. Il campanile è a vela, e si trova accanto all'abside. La facciata è piuttosto anonima, perché costruita con materiali di fortuna dopo il terremoto del 1703.

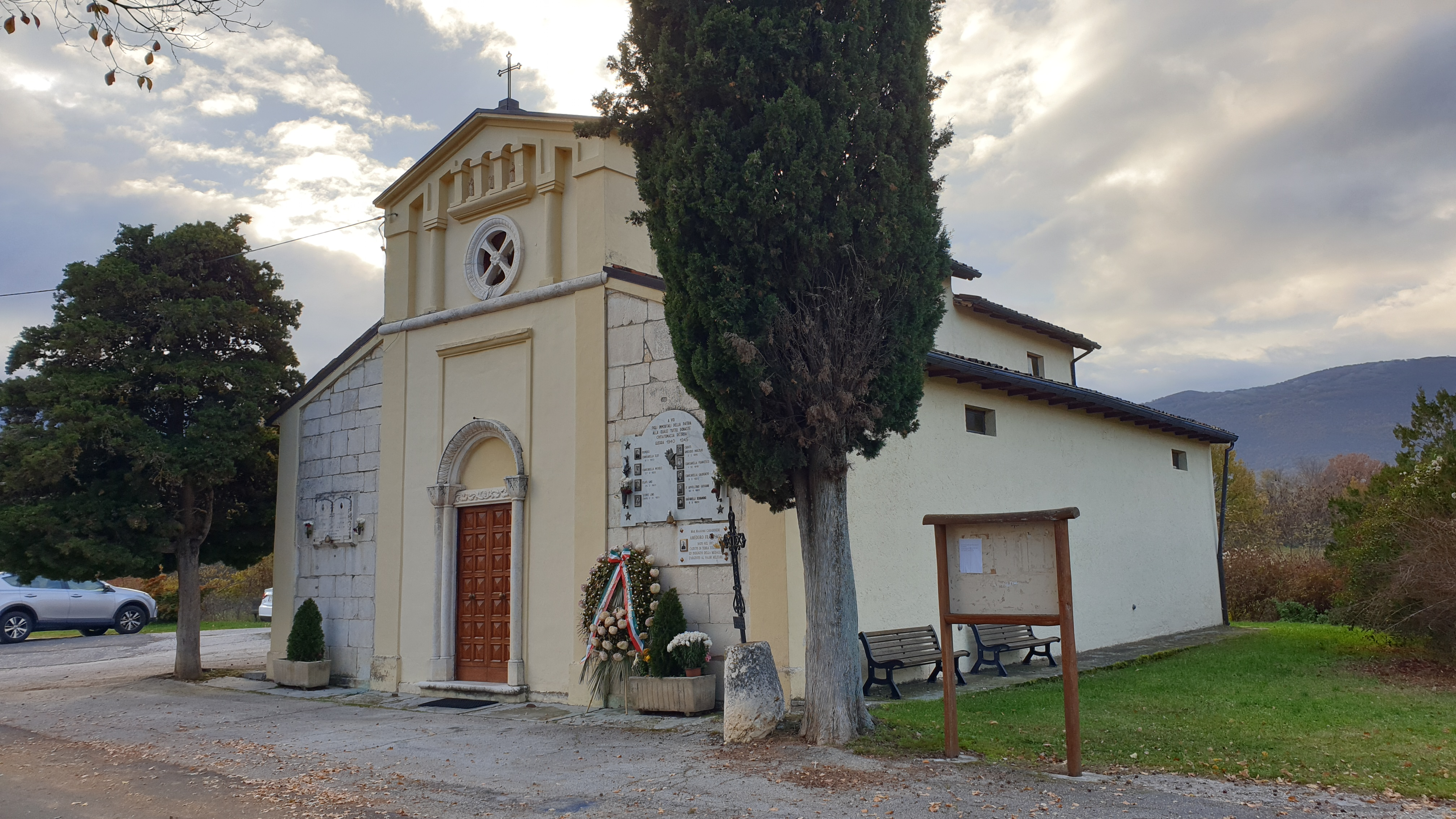
Chiesa di San Giovanni Battista

- Chiesa di San Giovanni in Civitatomassa: si trova nella contrada omonima. Risale circa al XV secolo. Ha una imponente pianta rettangolare, con ampia facciata rinascimentale. Ha due oblò laterali, un architrave barocca decorata da cinque pinnacoli, e un portale rinascimentale. La cornice di pietra mostra un angelo centrale.

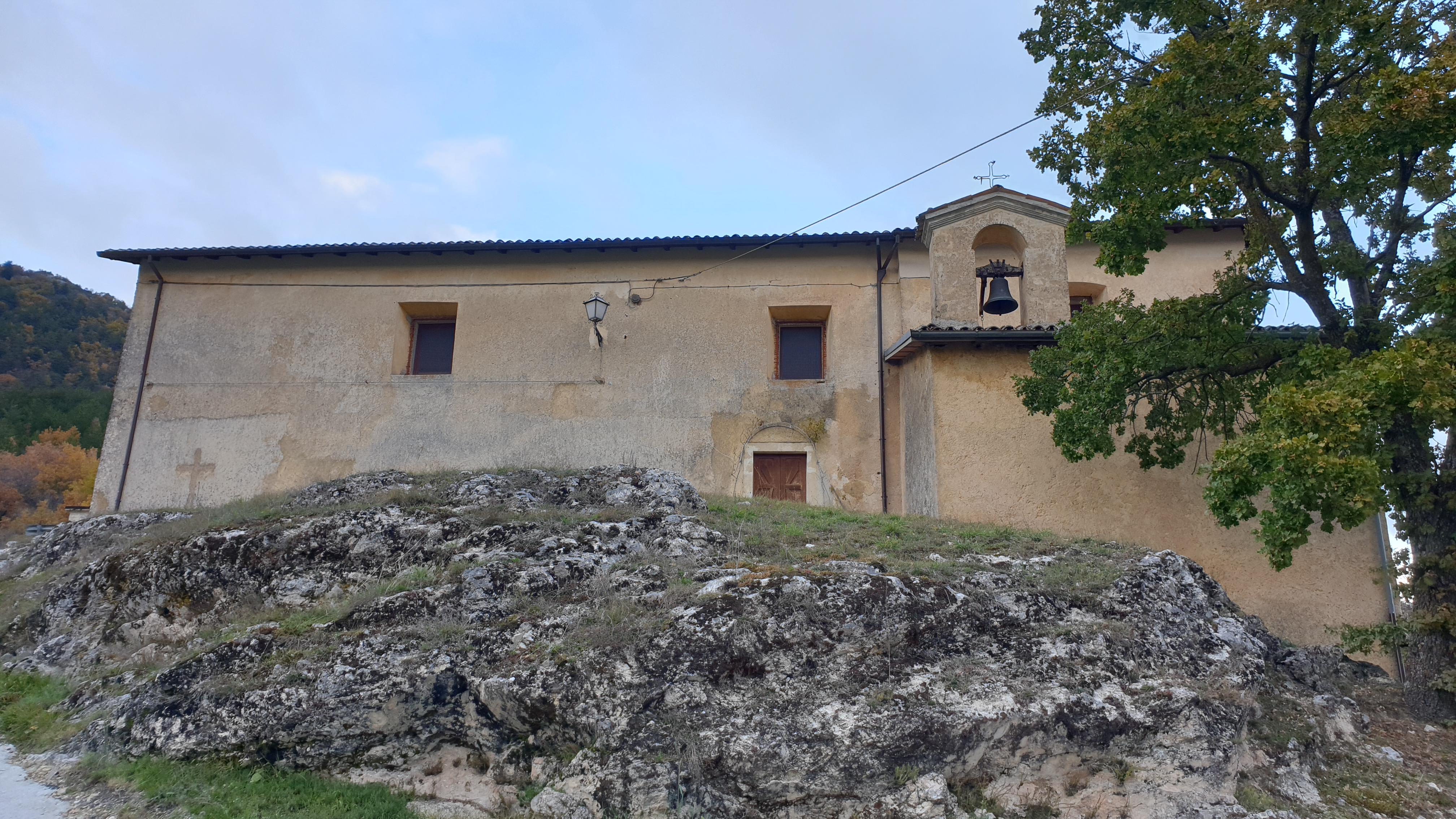
Chiesa di San Valentino

- Chiesa di San Valentino: in via Forcella, nella parte nord del paese, è una chiesa rinascimentale campestre, con la pianta rettangolare allungata, facciata a capanna particolareggiata dal portale romanico in pietra bianca, strombato, ad arco a tutto sesto.

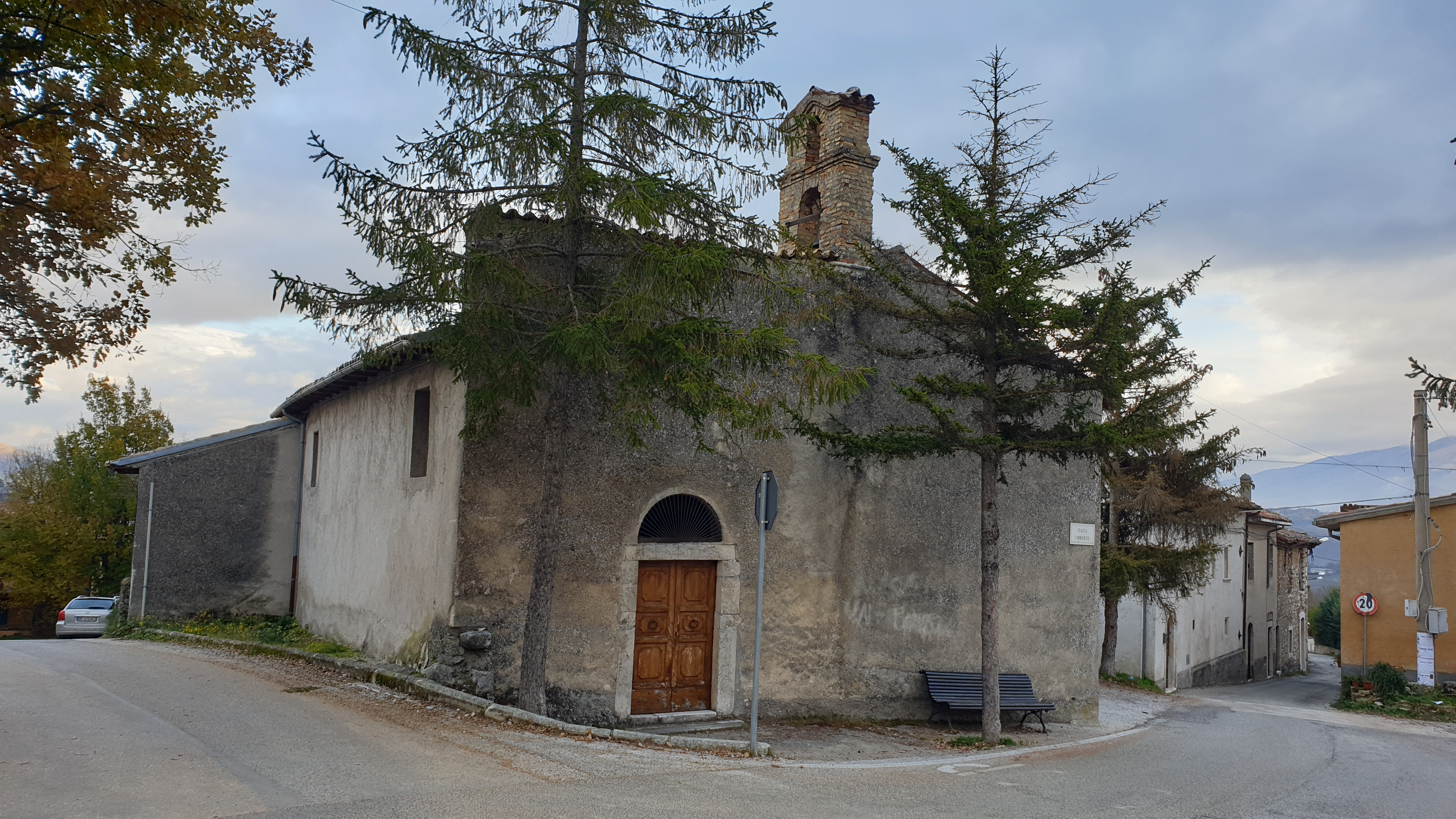
Chiesa di Santa Maria in Fontepianura

- Chiesa di Santa Maria in Fontepianura: si trova nella parte bassa, tra Piazza Umberto I e via Fontepianura. Risale al XVII secolo, è una tipica chiesa di campagna dall'esterno molto semplice, con la facciata quadrata aquilana, il portale tardo romanico a tutto sesto, e l'interno molto decorato da stucchi tardo barocchi.

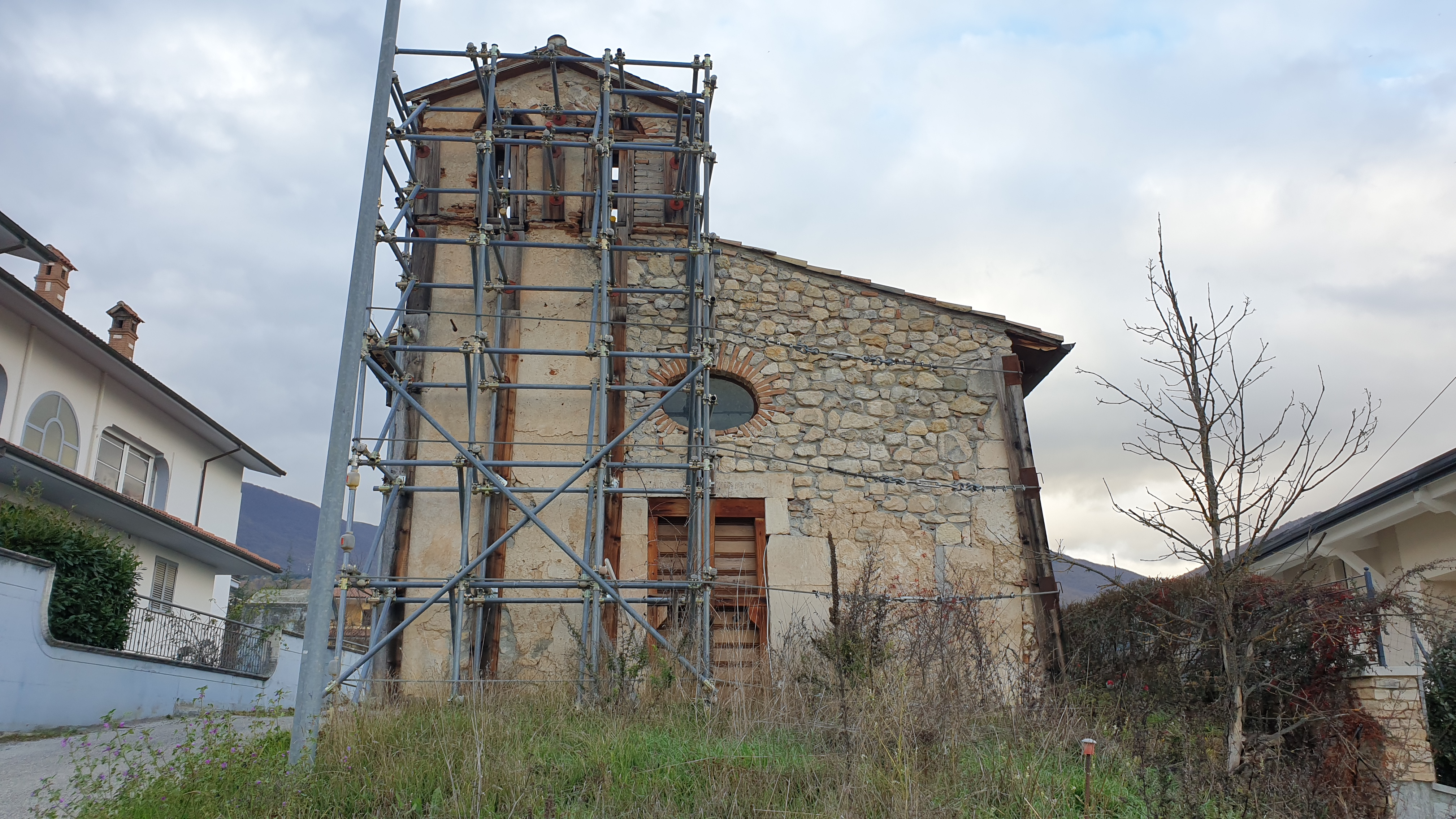
Chiesa di Sant'Andrea Apostolo

- Chiesa di Sant'Andrea Apostolo: si trova sulla via omonima, in contrada Casale. Si tratta di una chiesa molto antica e perfettamente conservata, nello stile del XIII-XIV secolo, in conci irregolari di pietra. La facciata per metà è occupata dal contrafforte del campanile a vela, forse in origine a torre, mentre la parte retrostante ha un'abside semicircolare. L'interno è a navata unica.

### Siti archeologici
- Sito archeologico di Amiternum (al confine con la località di San Vittorino), consta di un teatro, di un anfiteatro romano, e della casa dei gladiatori
- Ponte romano

### Aree naturali
- Parco naturale di Sella di Corno
- Parco naturale di Monte Calvo
- Crespiola, nei pressi di Vigliano

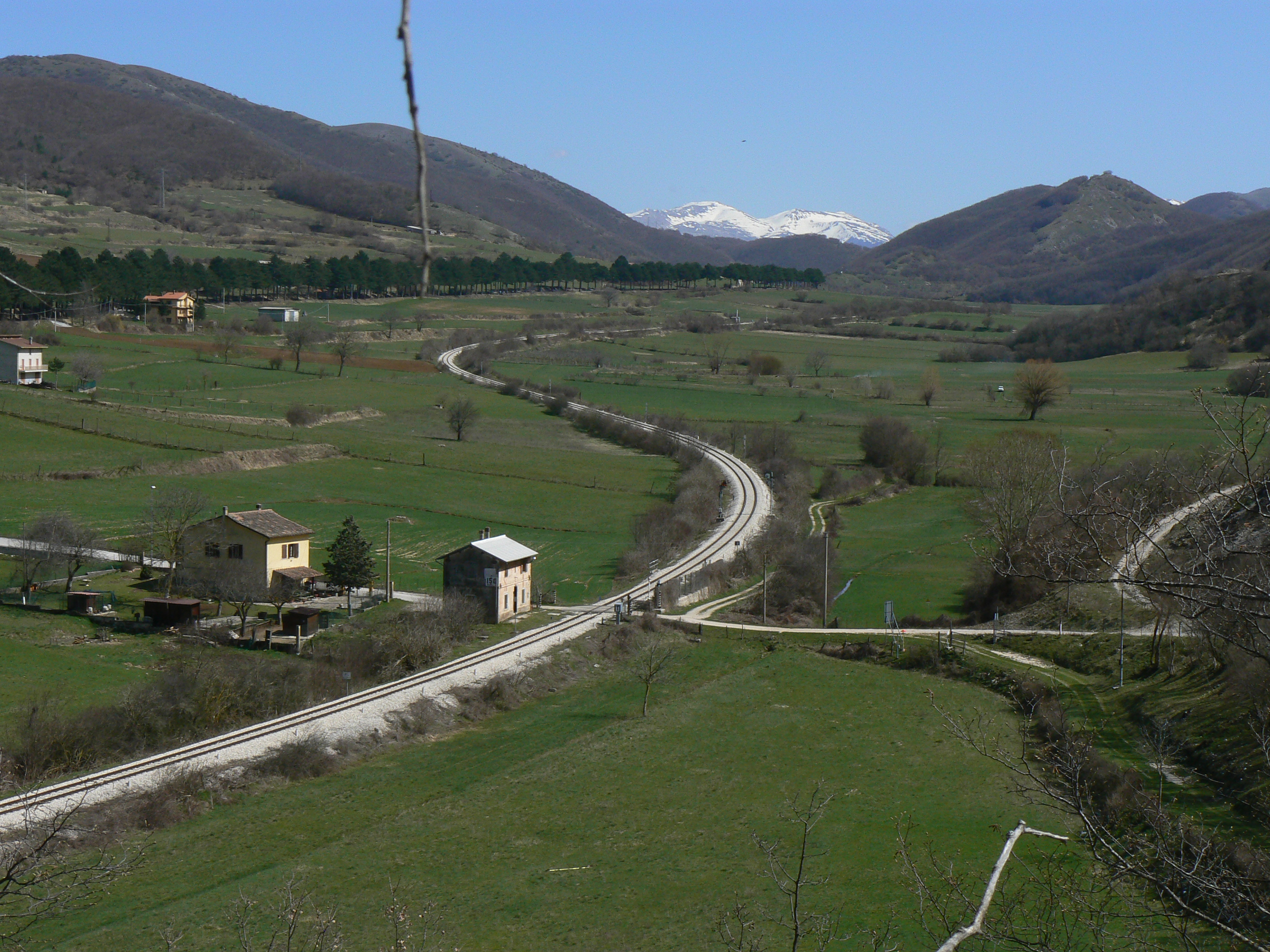
Valico di Sella di Corno

Il comune offre possibilità di escursionismo, sci escursionismo e scialpinismo sulle montagne del territorio (gruppo di Monte Calvo). È presente anche un laghetto di pesca sportiva ed un centro sportivo polifunzionale centrale all'avanguardia.

## Società

### Evoluzione demografica
Abitanti censiti

La vicinanza con la città dell'Aquila, la conformazione del territorio pedemontano abbastanza agevole e raccolto e la presenza di alcune importanti industrie hanno favorito un andamento demografico del tutto opposto rispetto a quello della maggior parte dei comuni dell'entroterra appenninico con la popolazione che è in costante aumento sin dagli anni settanta.
Dopo il terremoto del 6 aprile 2009, la popolazione si è quadruplicata ed ha portato all'apertura di numerose attività commerciali.

## Cultura

### Eventi
Nella frazione di Civitatomassa si tiene annualmente ad Agosto il Foruli Rock Festival, festival rock con gruppi musicali abruzzesi e non.

## Infrastrutture e trasporti

### Strade
È raggiungibile sia dall'Aquila (13 km) che da Rieti (45 km) tramite la strada statale 17; in alternativa da Roma si può utilizzare l'uscita Tornimparte-Campo Felice dell'autostrada A24 e, successivamente, la viabilità interna tra Tornimparte e Scoppito (es. strada provinciale 1 Amiternina).

### Ferrovie
La parte meridionale del territorio comunale è attraversata dalla ferrovia Terni-Sulmona, linea secondaria a binario unico e trazione diesel. In passato il capoluogo comunale era servito dalla Stazione di Scoppito, esistita dal 1947 al 2005 (che distava circa 2 km dal paese), mentre oggi la stazione più vicina è quella di Sassa-Tornimparte, situata a circa 4 km di distanza, nel territorio del confinante comune dell'Aquila.
All'interno del territorio comunale rientrano inoltre la stazione di Sella di Corno e, fino al 2014, anche la stazione di Vigliano d'Abruzzo (oggi soppressa), a servizio delle omonime frazioni.

### Autobus
Dall'Aquila è attivo nei giorni feriali un servizio di trasporto pubblico locale bidirezionale tramite corriere TUA.

### Aeroporto L'Aquila - Preturo
Si trova molto vicino al comune, nei pressi della contrada aquilana di Preturo.

## Amministrazione
| Periodo          | Periodo          | Primo cittadino    | Partito                                          | Carica                    | Note        |
| ---------------- | ---------------- | ------------------ | ------------------------------------------------ | ------------------------- | ----------- |
| 23 aprile 1995   | 13 giugno 2004   | Dante De Nuntiis   | Lista Civica di Sinistra poi Lista Civica        | Sindaco                   | [ 8 ] [ 9 ] |
| 14 giugno 2004   | 14 novembre 2006 | Franco Renzetti    | Lista Civica                                     | Sindaco                   | [ 10 ]      |
| 15 novembre 2006 | 26 maggio 2007   | Franca Santoro     |                                                  | Commissario straordinario | [ 11 ]      |
| 27 maggio 2007   | 7 giugno 2010    | Angelo Cortelli    | Lista Civica                                     | Sindaco                   | [ 12 ]      |
| 8 giugno 2010    | 15 maggio 2011   | Cesare Ciancarella | Lista Civica                                     | Vicesindaco               | [ 13 ]      |
| 16 maggio 2011   | 12 dicembre 2011 | Dante De Nuntiis   | Lista Civica Nuovo Rinascimento                  | Sindaco                   | [ 14 ]      |
| 13 dicembre 2011 | 6 maggio 2012    | Gianluca Braga     |                                                  | Commissario straordinario | [ 15 ]      |
| 7 maggio 2012    | 12 giugno 2022   | Marco Giusti       | Lista civica Insieme per Scoppito centrosinistra | Sindaco                   | [ 16 ]      |

## Sport
La principale realtà sportiva della cittadina è la Società Polisportiva Dilettantistica Amiternina Scoppito, sorta negli anni settanta e che nel 2012-2013 disputa per la prima volta nella sua storia il campionato di Serie D. Disputa le partite casalinghe allo stadio comunale di Scoppito, un moderno impianto rinnovato dopo il terremoto del 2009 ed oggi dotato di campo in erba sintetica, tribuna da 500 posti e club house.